# Joachim Seiler
Joachim Seiler (* 2. Oktober 1938) ist ein deutscher ehemaliger Fußballspieler und Fußballtrainer. Als Spieler war er in den 1950er und 1960er Jahren für den SC Motor Karl-Marx-Stadt und die BSG Motor Zwickau in der DDR-Oberliga, der höchsten Spielklasse im DDR-Fußball aktiv. 1968 wirkte er als Trainer bei Sachsenring Zwickau (Nachfolger der BSG Motor) in der Oberliga. Seiler ist auch mehrfacher DDR-Nachwuchsnationalspieler.

## Sportliche Laufbahn

### Spieler
Nachdem Joachim Seiler 1956 mit der DDR-Juniorennationalmannschaft drei Länderspiele bestritten hatte, wurde er in der Fußballsaison 1957 (Kalenderjahr-Saison) vom SC Motor Karl-Marx-Stadt in sieben Spielen der DDR-Oberliga eingesetzt. Diese Spiele fanden in der Rückrunde statt, und Seiler wurde als Stürmer eingesetzt. Sein einziges Oberligator schoss er in der Begegnung des 20. Spieltages Motor Zwickau – SC Motor (4:1). Die Karl-Marx-Städter stiegen am Saisonende in die DDR-Liga ab, wo sich Seiler in der Spielzeit 1958 zum Stammspieler der Mannschaft entwickelte. Er verpasste nur eines der 26 Liga-Spiele und war wiederum mit einem Punktspieltor erfolgreich. Das brachte ihm auch den Einsatz in zwei Nachwuchsländerspielen ein. Nachdem der SC Motor nach einem Jahr auch aus der DDR-Liga absteigen musste, schloss sich Seiler dem Oberligisten Motor Zwickau an.
Auch in Zwickau wurde er in der Saison 1959 mit 23 Einsätzen und einem Tor bei 26 Punktspielen wieder zum Stammspieler, wobei er erneut in der Abwehr spielte. 1960 wurde er als Abwehrspieler in allen 26 Oberligaspielen aufgeboten, blieb diesmal aber torlos. Im Juli 1960 bestritt Seiler auch sein drittes Nachwuchsländerspiel. Als 1961 das Spieljahr im DDR-Fußball wieder auf den Sommer-Frühjahr-Rhythmus umgestellt wurde, mussten in der Oberliga vom Winter 1961 bis zum Frühjahr 1962 39 Spieltage absolviert werden. Verteidiger Seiler wurde nur im ersten Saisondrittel in acht Oberligaspielen eingesetzt, danach verschwand er aus dem höherklassigen Fußball, obwohl ihn Motor Zwickau noch für die Saison 1963/64 für sein Oberligaaufgebot meldete.

### Trainer
Im Februar 1968 kehrte Joachim Seiler als Trainer in die DDR-Oberliga zurück. Nachdem der Pokalsieger der letzten Saison Motor Zwickau nach der Hinrunde der Saison 1967/68 auf dem letzten Tabellenplatz gelandet war und vorher schon in der 1. Runde des Europapokals der Pokalsieger gescheitert war, übernahm Seiler das Training der Oberligamannschaft der BSG, die sich kurz zuvor in Sachsenring Zwickau umbenannt hatte. Obwohl es Seiler gelungen war, die BSG Sachsenring bis zum Saisonende noch auf Platz sieben zu bringen, wurde er mit Beginn der Spielzeit 1968/69 von Horst Scherbaum abgelöst. Es dauerte zehn Jahre, ehe Seiler wieder als Trainer im DDR-weiten Fußball auftrat. Von der Saison 1978/79 an trainierte er die BSG Motor Fritz Heckert Karl-Marx-Stadt in der DDR-Liga. Den Aufsteiger von 1978 konnte er bis 1983 in der DDR-Liga halten, anschließend wurde er von Friedrich-Wilhelm Göcke abgelöst und tauchte danach endgültig nicht mehr im Spitzenfußball auf.